# Затерянная вселенная
«Потерянная вселенная» (яп. ロスト・ユニバース Росуто Юниба:су) — серия научно-фантастических лайт-новел, выпускавшаяся с 1992 года по 2000 японским автором Хадзимэ Кандзакой. Позже она была адаптирована в 26-серийное аниме, которое было показано летом 1998 года на телеканале «TV Tokyo».

## Сюжет
В предыдущей работе Кандзаки «Рубаках» упоминалось, что главные герои сериала живут в одном из четырёх миров, созданных Повелителем Кошмаров. Их мир известен, как Красный Мир. Действие «Потерянной вселенной» происходит в другом — Чёрном Мире.
Главный герой аниме — капитан затерянного корабля «Свордбрейкер» Кайн Блуривер, отважный молодой наемник. Вместе со своей верной спутницей Кенал Волфилд, являющейся одновременно ИИ корабля, он бороздит просторы космоса, выполняя контракты по охране и доставке. Случай знакомит его с частным детективом Миллениум Фериер Ноктюрн (Старгейзер). Они начинают работать вместе, доставляя друг другу при этом немало неприятных ситуаций. Выполняя различные поручения, они все чаще начинают сталкиваться с таинственным криминальным синдикатом «Кошмар», который распространяется по всей галактике. Самым грозным его оружием считаются потерянные корабли. В ходе сюжета Кайн и его друзья борются с приспешниками «Кошмара».

## Персонажи
Кайн Блуривер (яп. ケイン・ブルーリバー Кейн Буру:риба:) — является главным героем произведений. Он получил свой космический корабль от бабушки, так же как и плащ, который он постоянно носит. Мастерски владеет пси-мечом.
Сэйю: Соитиро Хоси
Кенал Волфилд (яп. キャナル・ヴォルフィード Кянару Воруфи:до) — является ИИ корабля Sword Breaker.Способна появляться в виде голограммы как в корабле, так и вне его (в пределах радиуса передатчика). Наделена полноценным искусственным интеллектом, не уступающим человеческому. Способна взаимодействовать с окружающими предметами и бить током, будучи в виде голограммы.
Сэйю: Мэгуми Хаясибара
Миллениум «Милли» Фериер Ноктюрн (яп. ミレニアム・フェリア・ノクターン Мирэниаму Фэриа Нокута:н) — до знакомства с Кайном перепробовала много различных профессий, последней из которых был частный детектив. На Суордбрейкере выполняет функции стрелка, повара, а также напарника Кайна во время выполнений различных заданий. Имеет множество наград и мечтает стать Лучшей во Вселенной. Неплохо обращается с пистолетом. Её любимое оружие — Desert Eagle, который она носит под одеждой.
Сэйю: Мифую Хиираги

## Музыка
Открывающая композиция: «Infinity», исполненная Мэгуми Хаясибарой
Завершающие композиции:
1. «Extrication», Мэгуми Хаясибара (серии 1-25)
2. «Eternity (E-49)» (26 серия)